# Santa María Hidalgo y Carrizo
Santa María Hidalgo y Carrizo är en ort i Mexiko, tillhörande kommunen Texcoco i delstaten Mexiko. Santa María Hidalgo y Carrizo ligger i den centrala delen av landet och tillhör Mexico Citys storstadsområde. Orten hade 371 invånare vid folkräkningen 2010.